# Supermaschio per mogli viziose
Supermaschio per mogli viziose (The Devil in Mr. Holmes) è un film pornografico del 1987 diretto da Giorgio Grand (sotto lo pseudonimo di "Double Gi").
La pellicola segna l'atto conclusivo della lunga carriera cinematografica di John Holmes.

## Trama
Un impiegato riceve in dono dal diavolo un pene della lunghezza di 35 cm in cambio di una prestazione sessuale non ortodossa. Si troverà poi alle prese con le scatenate voglie sessuali di quattro insaziabili mogli.

## Produzione
Girato quasi in contemporanea con il film Carne bollente di Riccardo Schicchi, e interpretato anch'esso dal pornodivo statunitense, annovera fra gli attori del cast Marina Hedman e Karin Schubert, le attrici più famose nel settore della pornografia italiana degli anni settanta. 
Nel film quest'ultima e John Holmes sono doppiati dai celebri doppiatori italiani Mirella Pace e Michele Kalamera.